# Altostratus undulatus

El símbolo utilizado es el del género, altoestrato.

Una nube altostratus undulatus es un tipo de nube media altostratus con ondulaciones dentro de ella. Esas ondulaciones pueden hacerse visibles (usualmente como bases onduladas), pero frecuentemente son indiscernibles al ojo desnudo. Esas formaciones generalmente aparecen en estadios tempranos de flujos de desestabilización. Las ondulaciones de las nubes están generalmente cerca de una superficie de inversión.
Algunas variaciones de las undulatus pueden tener elementos simples. Frecuentemente corren en paralelo, y pueden también aparecer en interondas, especialmente si hay sistemas duales de ondulaciones (suelen referirse a ellas como biondulatus). Las ondas suelen alinearse en la dirección del viento, franjas de nubes casi paralelas.